# 平城駅
平城駅（へいじょうえき）は、奈良県奈良市山陵町宮の前にある、近畿日本鉄道（近鉄）京都線の駅。駅番号はB25。

## 歴史
- 1928年（昭和3年）11月3日：奈良電気鉄道の桃山御陵前 - 西大寺（現・大和西大寺）間開通時に開業[2]。
- 1963年（昭和38年）10月1日：会社合併により近畿日本鉄道京都線の駅となる[2]。
- 2007年（平成19年）4月1日：ICカード「PiTaPa」使用開始[3]。

## 駅構造

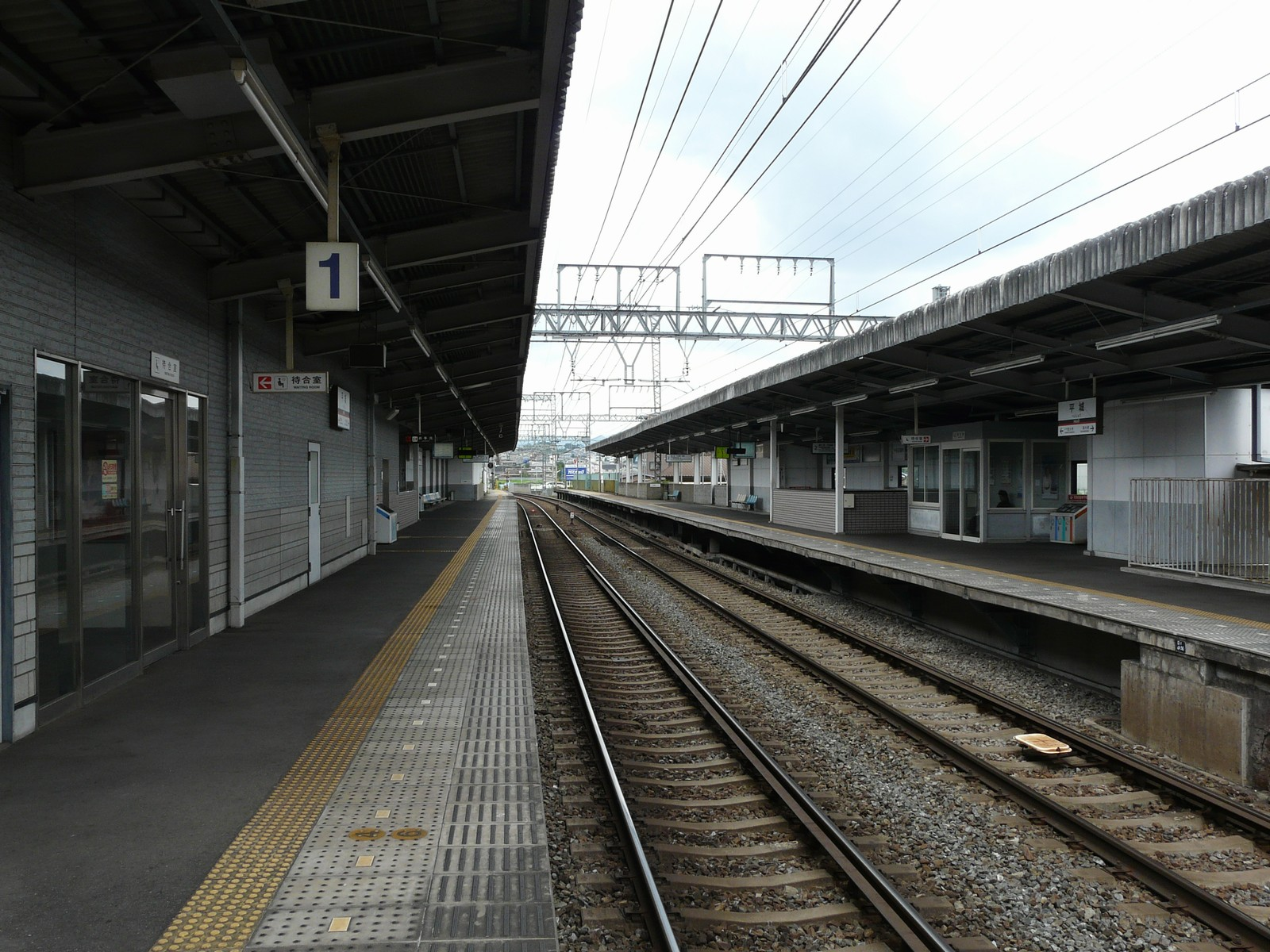
ホーム（2009年7月）

相対式2面2線のホームを持つ地上駅。奈良競輪が開催している時には急行が臨時停車する関係上、ホーム有効長は6両。改札・コンコースは地下、ホームは地上に設けられている。改札口は1か所のみ。入口は1番ホーム側に1か所、2番ホーム側に2か所ある。
なお、地下駅舎化される以前は、1番ホームの京都方に小さな駅舎があり、2番ホームへは構内踏切で結ばれていた。競輪開催時には競輪場に近い2番ホームの中程に臨時改札が設けられていた。
大和西大寺駅管理の有人駅で、PiTaPa・ICOCA対応の自動改札機および自動精算機（回数券カードおよびICカードのチャージに対応）が設置されている。

### のりば
| のりば | 路線     | 方向 | 行先                 |
| ------ | -------- | ---- | -------------------- |
| 1      | B 京都線 | 下り | 天理・橿原神宮前方面 |
| 2      | B 京都線 | 上り | 京都方面             |

## 停車列車
通常時は普通列車のみの停車で、日中は毎時3本、朝ラッシュ時は1時間あたり最大6本、夕方以降は毎時4 - 5本の停車本数が確保されている。
奈良競輪場での記念競輪開催日（例年2月中旬ごろの4日間）、奈良大学附属高等学校入学試験日（2月上旬）には一部の急行が臨時停車する。かつては奈良競輪の平（ヒラ）開催や他場開催の特別競輪の場外車券発売日にも臨時停車していたが、現在は行われていない。

## 利用状況
近年の1日平均乗車人員は下記の通り。
| 年度   | 特定日   | 特定日   | 1日平均 乗車人員 |
| 年度   | 調査日   | 乗降人員 | 1日平均 乗車人員 |
| ------ | -------- | -------- | ---------------- |
| 1995年 | -        | -        | 1,558            |
| 1996年 | -        | -        | 2,605            |
| 1997年 | -        | -        | 2,458            |
| 1998年 | -        | -        | 2,530            |
| 1999年 | -        | -        | 2,433            |
| 2000年 | -        | -        | 2,263            |
| 2001年 | -        | -        | 2,095            |
| 2002年 | -        | -        | 1,973            |
| 2003年 | -        | -        | 1,856            |
| 2004年 | -        | -        | 1,765            |
| 2005年 | 11月08日 | 3,470    | 1,664            |
| 2006年 | -        | -        | 1,659            |
| 2007年 | -        | -        | 1,617            |
| 2008年 | 11月18日 | 3,271    | 1,666            |
| 2009年 | -        | -        | 1,630            |
| 2010年 | 11月09日 | 3,045    | 1,598            |
| 2011年 | -        | -        | 1,510            |
| 2012年 | 11月13日 | 2,950    | 1,479            |
| 2013年 | -        | -        | 1,488            |
| 2014年 | -        | -        | 1,485            |
| 2015年 | 11月10日 | 3,323    | 1,598            |
| 2016年 | -        | -        | 1,643            |
| 2017年 | -        | -        | 1,620            |
| 2018年 | 11月13日 | 3,045    | 1,559            |
| 2019年 | -        | -        | 1,549            |
| 2020年 | -        | -        | -                |
| 2021年 | 11月09日 | 2,621    | -                |
| 2022年 | 11月08日 | 2,735    | -                |
| 2023年 | 11月07日 | 2,974    | -                |

## 駅周辺
閑静な住宅地の駅だが、奈良競輪開催時には競輪場に向かう乗客の利用が多い。付近の学校への通学にも利用されている。
あまり距離が離れていないため、特急列車以下全ての列車が停車し大阪市内方面へも直接向かえる隣の大和西大寺駅を利用する人も多い。
駅名は1928年（昭和3年）の開業当時、生駒郡平城村で唯一の駅だったことに由来する。
平城宮跡へは隣の大和西大寺駅が最寄り駅である。
平城・相楽ニュータウンの最寄り駅はここではなく隣の高の原駅である。
- 奈良競輪場
- 佐紀盾列古墳群
  - 五社神古墳 - 神功皇后陵
  - 佐紀石塚山古墳 - 成務天皇陵
  - 佐紀高塚古墳 - 孝謙天皇陵
  - 佐紀陵山古墳 - 日葉酢媛命陵
  - 佐紀瓢箪山古墳
- 奈良大学
- 奈良大学附属高等学校
- 秋篠寺
- 奈良秋篠郵便局
- 東大寺学園中学校・高等学校
- 関西文化芸術学院
- 奈良県道52号
- 奈良県道176号
- 奈良県道751号
- 秋篠川

## 隣の駅
近畿日本鉄道
B 京都線
■急行
通過（奈良競輪等開催時臨時停車）
■普通
高の原駅 (B24) - 平城駅 (B25) - 大和西大寺駅 (B26/A26)
- 括弧内は駅番号を示している。